# Vinterskugge
Vinterskugge (norveški: "Zimska sjena") je kompilacijski album norveškog black/folk metal sastava Isengard. Album je 28. ožujka 1994. godine objavila diskografska kuća Deaf Records.

## O albumu
Ova se kompilacija sastoji od triju demouradaka objavljenih između 1989. i 1993., što objašnjava njihovu međusobnu raznolikost u zvuku, pošto su ranije snimke bile snimljene prije početka drugog vala black metala te više podsjećaju na death metal.
Pjesme od 1 do 7 bile su preuzete iz dema Vandreren iz 1993. godine, pjesme od 8 do 12 bile su objavljene na demu Spectres over Gorgoroth iz 1989. godine te je posljednjih četiri pjesama bilo preuzeto iz dema Horizons iz 1991. godine, premda je dio pjesama bio snimljen i kasnije.

## Popis pjesama
Tekstovi i glazba: Fenriz. 
| 1.    | »Vinterskugge« (Zimska sjena)                                                      | 5:15 |
| 2.    | »Gjennom skogen til blaafjellene« (Kroz šumu do plavih planina; instrumental)      | 5:51 |
| 3.    | »Ut i vannets dyp hvor mørket hviler« (U dubinama, gdje počiva tama)               | 4:19 |
| 4.    | »Dommedagssalme« (Psalam Sudnjeg dana)                                             | 5:06 |
| 5.    | »In the Halls and Chambers of Stardust the Crystallic Heavens Open« (instrumental) | 2:33 |
| 6.    | »Fanden lokker til stupet (nytrad)« (Đavao zove s litice (nytrad); instrumental)   | 2:43 |
| 7.    | »Naglfar«                                                                          | 5:29 |
| 8.    | »Thy Gruesome Death«                                                               | 2:16 |
| 9.    | »Deathcult«                                                                        | 1:55 |
| 10.   | »Rise from Below«                                                                  | 3:12 |
| 11.   | »Dark Lord of Gorgoroth«                                                           | 2:26 |
| 12.   | »Trollwandering (Outro)« (instrumental)                                            | 1:29 |
| 13.   | »The Fog (early 1991)«                                                             | 4:35 |
| 14.   | »Storm of Evil«                                                                    | 6:02 |
| 15.   | »Bergtrollets gravferd« (Pogreb planinskih trolova; instrumental)                  | 5:31 |
| 16.   | »Our Lord Will Come«                                                               | 5:48 |
| 64:30 |                                                                                    |      |

## Zasluge
| Isengard - Fenriz – vokali, bubnjevi, gitara, sintesajzer | Ostalo osoblje - TSN – fotografija |